# Торезтвердосплав
ВАТ «Торезтвердоспла́в» (Торезький завод наплавочних твердих сплавів) — завод у м. Торезі, що виробляє матеріали, які дають при наплавці або напиленні покриття, захищене від будь-якого зносу. До номенклатури заводу входять порошки та прутки на основі заліза, кобальту, нікелю, вилиті карбіди вольфраму, порошкоподібні стрижні, стрижневі електроди для електрозварювання, бориди хрому тощо.